# Man Afraid Soap
Man Afraid Soap (auch Freeman Joseph Isaacs; * 2. Oktober 1869 in Ontario, Kanada; † 19. Juni 1937) war ein Lacrossespieler. Bei den Olympischen Sommerspielen 1904 im amerikanischen St. Louis MO gewann er gemeinsam mit Black Hawk, Black Eagle, Almighty Voice, Flat Iron, Spotted Tail, Half Moon, Lightfoot, Snake Eater, Red Jacket, Night Hawk und Rain in Face die Bronzemedaille im ersten Lacrossewettbewerb der Olympischen Spiele.

## Leben und Karriere
Man Afraid Soap – wie seine Mannschaftskollegen aus der Umgebung von Brantford stammend und wahrscheinlich ein Mohawk, möglicherweise jedoch ein Mitglied eines anderen Irokesenstamms – trat mit den Mohawk Indians of Canada bei den Olympischen Spielen als zweites kanadisches Team neben den Winnipeg Shamrocks an. Der Inside Home konnte eine Niederlage im einzigen Spiel gegen die Mannschaft der St. Louis Amateur Athletic Association nicht verhindern und gewann am Ende die Bronzemedaille.